# Anna Hasselborg
Anna Hasselborg (* 5. Mai 1989 in Stockholm) ist eine schwedische Curlerin. Sie spielt auf der Position des Skip.

## Karriere
Bei der Mixed-Europameisterschaft 2008 gewann sie in der Mannschaft um Niklas Edin die Bronzemedaille.
Hasselborg skippte die Juniorenmannschaft Schwedens bei den Juniorenweltmeisterschaften 2009 und beim Gewinn des Junioren-Weltmeistertitels 2010. Ihre Mannschaft setzte sich dabei im Finale gegen das favorisierte kanadische Team von Skip Rachel Homan durch, das im Verlaufe des Turniers Schweden bereits zweimal klar besiegt hatte.
2014 spielte sie zum ersten Mal als Skip bei der Europameisterschaft in Champéry und wurde Fünfte. Bei der Europameisterschaft 2016 in Glasgow zog sie in das Finale ein, musste sich dort aber der russischen Mannschaft von Skip Wiktorija Moissejewa mit 4:6 geschlagen geben, da Moissejewa im letzten End zwei Steine stehlen konnte.
Bei ihrer ersten Weltmeisterschaft 2017 in Peking wurde sie mit ihrem Team Vierte, nachdem sie das Spiel um Platz 3 gegen das schottische Team von Eve Muirhead mit 4:6 verloren hatte. Nach einer makellosen Vorrunde und einem 7:3-Halbfinalerfolg über Italien unterlag Hasselborg mit ihrer Mannschaft im Finale der Europameisterschaft 2017 in St. Gallen mit 3:6 gegen das schottische Team um Skip Eve Muirhead und sicherte sich die Silbermedaille.
Hasselborg vertrat mit ihrem Team Schweden bei den Olympischen Winterspielen 2018. Nach sieben Siegen und zwei Niederlagen in der Round Robin zog sie in die Finalrunde ein. Im Halbfinale schlugen die Schwedinnen das britische Team um Eve Muirhead und im Finale konnten sie nach einem Sieg gegen Südkorea mit Skip Kim Eun-jung die Goldmedaille gewinnen.
Bei der Weltmeisterschaft 2018 im kanadischen North Bay zog sie mit ihrer Mannschaft nach zehn Siegen und zwei Niederlagen in der Round Robin in die Playoffs ein. Im Halbfinale gewann sie gegen Russland mit Skip Wiktorija Moissejewa. Im Finale traf sie auf die kanadische Mannschaft um Jennifer Jones, der sie sich mit 6:7 nach Zusatzend geschlagen geben musste. Im November 2018 gewann sie durch einen Finalsieg gegen die Schweiz (Skip: Silvana Tirinzoni) ihre erste Goldmedaille bei der Europameisterschaft 2018.
Hasselborg spielt auf der World Curling Tour und hat dort mehrere Turniere gewonnen. Im September 2018 gewann sie mit dem Elite 10 in Chatham-Kent ihr erstes Turnier des Grand Slam of Curling. Es war ihr erster Sieg bei einem Grand-Slam-Turnier, aber auch der erste Sieg eines schwedischen Frauenteams. Im Oktober 2018 errang sie den zweiten Grand-Slam-Sieg in Folge beim Masters in Truro.
Bei der Mixed-Doubles-Weltmeisterschaft 2019 in Stavanger nahm sie mit ihrem Spielpartner Oskar Eriksson teil und gewann Gold. Im Finale besiegten sie das kanadische Team um Brett Gallant und Jocelyn Peterman mit 6:5. Die einzige Niederlage im Turnierverlauf hatten sie in der Gruppenphase mit 6:7 gegen Kanada.
Bei den Olympischen Winterspielen 2022 in Peking zog Hasselborg mit ihrem Team (Sara McManus als Third, Agnes Knochenhauer als Second und Sofia Mabergs als Lead) mit 7 Siegen zu 2 Niederlagen in der Round Robin in das Halbfinale ein. Dorf trafen die Schwedinnen auf Großbritannien um Skip Eve Muirhead, verloren jedoch knapp mit 11:12 nach 11 Ends. Im Spiel um Platz 3 trafen sie auf den Vorrundensieger Schweiz. Sie gewannen mit 9:7 und holten sich die Bronzemedaille.

## Privatleben
Ihr Vater Mikael, ihr Bruder Marcus und ihr Onkel Stefan sind ebenfalls Curler und haben für Schweden an den Weltmeisterschaften teilgenommen.

## Teammitglieder
- Third Sara McManus
- Second Agnes Knochenhauer
- Lead Sofia Mabergs
- Mixed-Doubles-Partner Oskar Eriksson